# Maldita cocaína
Maldita cocaína (también Cocaína mortal: cacería en Punta del Este) es una película argentino-uruguaya de 2001. Dirigida por Pablo Rodríguez, es un film de suspenso protagonizado por Osvaldo Laport y Juan Manuel Tenuta.

## Sinopsis
Un padre busca al narcotraficante responsable de la muerte de su hija. Secuestra a quien cree él es la novia de uno de los matones; la mujer resulta ser una agente encubierta de la dea, quien le ayudará a llevar a cabo su venganza.